# Martyrs' Stake

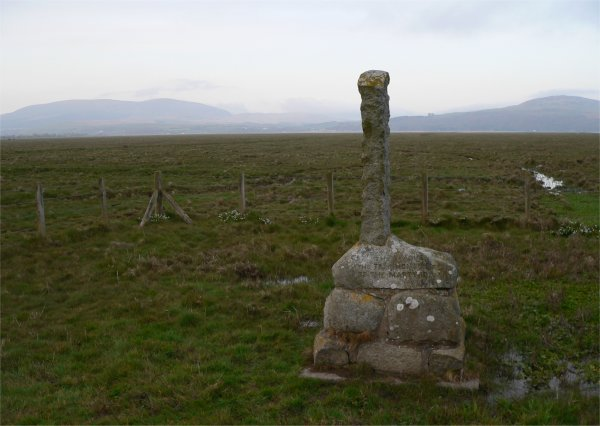
Het monument ("Martyrs' Stake") op de plaats waar de twee vrouwen zijn terechtgesteld.

De Martyrs' Stake (Staak van de Martelaren) is een stenen paal in Wigtown bij de Solway Firth waar op 11 mei 1685 twee Covenanters werden terechtgesteld. Ze werden samen met drie andere Covenanters begraven op het kerkhof van Wigtown, in de Schotse regio Dumfries and Galloway. Hun graf wordt aangeduid als Martyrs' Grave (Graf van de Martelaren). 

## Geschiedenis
In de 17e eeuw was er een protestantse stroming, waarvan de aanhangers aangeduid werden als Covenanters. Deze Covenanters werden fel vervolgd door de overheid. De Covenanters erkenden geen gezag binnen de kerk. Ze waren tegen veel kerkelijke functies zoals bisschop en erkenden de koning niet als hoofd van de kerk.
De 63-jarige Margaret McLaughlin (ook gespeld als Lachlane) en de 18-jarige Margaret Wilson waren Covenanters. Ze werden ter dood veroordeeld in Wigtown. Ze werden bij eb aan een staak gebonden aan de oever van de zeearm Solway Firth bij Wigtown op 11 mei 1685. Met name de terechtstelling van Margaret Wilson leidde tot veel verontwaardiging van de burgers van de stad.
De beide Margarets werden begraven op het kerkhof van Wigtown, samen met drie mannelijke Covenanters, die rondom dezelfde tijd opgehangen waren.

## Monumenten

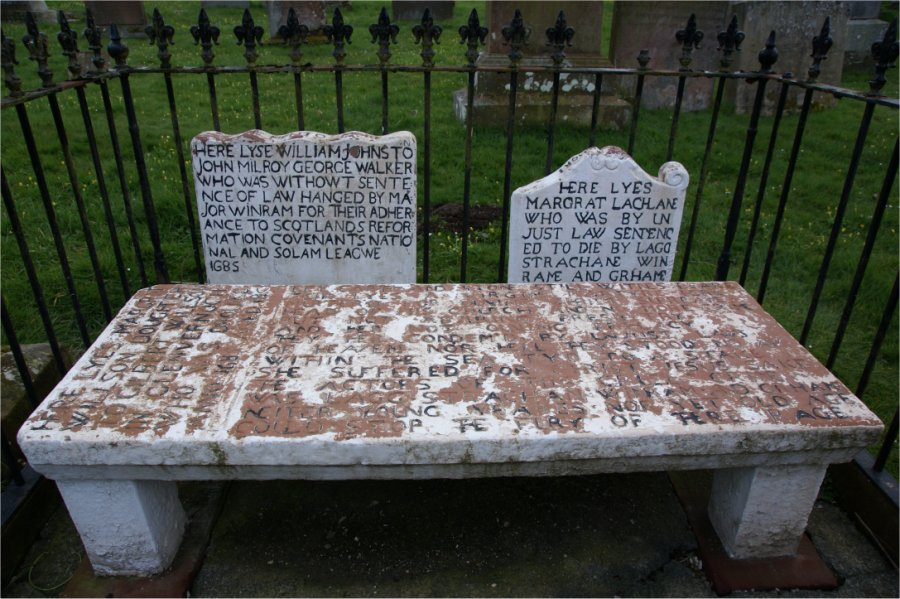
De drie graven in Wigtown. De liggende steen is ter nagedachtenis aan Margaret Wilson.

In het moerasachtige gebied bij deze zeearm werd in de twintigste eeuw een stenen staak geplaatst ter nagedachtenis van de martelaren. Via een houten vlonder valt dit monument tot enkele meters te benaderen.
Op het nabijgelegen kerkhof van Wigtown staan drie grafstenen naast elkaar, opgericht in 1720, ter nagedachtenis aan de vijf terechtgestelde Covenanters.
De teksten luiden:
Here Lyse William Johnston John Milroy George Walker who was without sentence of law hanged by major Winram for their adherance to Scotlands reformation covenants national and solam leagwe 1685.
Vrij vertaald: Hier ligt William Johnston, John Milroy en George Walker, die zonder wettige veroordeling door burgemeester Winram zijn opgehangen, omdat ze de Covenanters aanhingen.

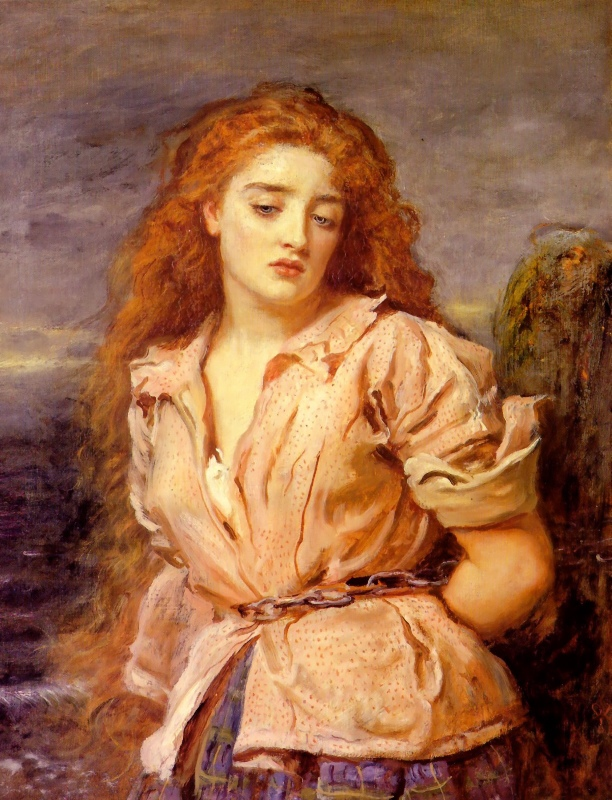
The Martyr of Solway, geschilderd door John Everett Millais.

Here lyes Margrat Lachlane who was by unjust law sentenced to die by Lagg Strachane Winrame and Grhame and tyed to a stake within the flood for her.
Vrij vertaald: Hier ligt Margrat Lachlane die door onrechtvaardige rechtspraak ter dood veroordeeld werd door Lagg Strachane Winrame en Grhame en werd vastgebonden aan een staak in de vloed die voor haar lag.
Here lyes Margrat Wilson doughter to Gilbert Wilson in Glenvernoch who was drouned anno 1685 aged 18. Let earth and stone still witnes beare // their lyes a virgine martyre here // murterd for ouning Christ supreame // head of his church and no more crime // but not abjuring presbytry // and her not ouning prelacy // they her condemd by unjust law // of heaven nor hell they stood no aw // within the sea tyd to a stake // she suffered for Christ Jesus sake // the actors of this cruel crime // was Lagg Strachan Winram and Grahame // neither young yeares nor yet old age // could stop the fury of their rage.
Vrij vertaald: Hier ligt Margrat Wilson, dochter van Gilbert Wilson in Glenvernoch, die werd verdronken in 1685 op de leeftijd van 18 jaar. Laat aarde en steen nog steeds getuigen zijn // hier ligt een maagdelijke martelaar // vermoord omdat ze Christus toebehoorde //  hoofd van Zijn Kerk en geen andere misdaad // maar niet de presbyterij afzwerend // en ze behoorde niet tot de prelaten // zij veroordeelden haar door een onrechtvaardige wet // zij hadden geen ontzag voor hemel of hel // in de zee vastgebonden aan een staak // leed ze voor Christus Jezus // de daders van deze gruwelijke misdaad // waren Lagg Strachan Winram en Grahame // noch jeugd noch oude leeftijd // kon de furie van hun woede stoppen.

## Kunst
John Everett Millais heeft rond 1871 een schilderij gemaakt van de terechtstelling van Margaret Wilson, genaamd The Martyr of Solway.